# Cestrum lehmannii
Cestrum lehmannii är en potatisväxtart som beskrevs av Francey. Cestrum lehmannii ingår i släktet Cestrum och familjen potatisväxter. Inga underarter finns listade i Catalogue of Life.